# 長野市立若槻小学校
長野市立若槻小学校（ながのしりつ わかつきしょうがっこう）は、長野県長野市大字若槻東条にある公立小学校。

## 沿革
- 1889年（明治22年） - 若槻尋常小学校として設立。
- 1910年（明治43年） - 現在地で開校式が行われる。
- 1954年（昭和29年） - 長野市立若槻小学校となる。